# 소면 샐러드

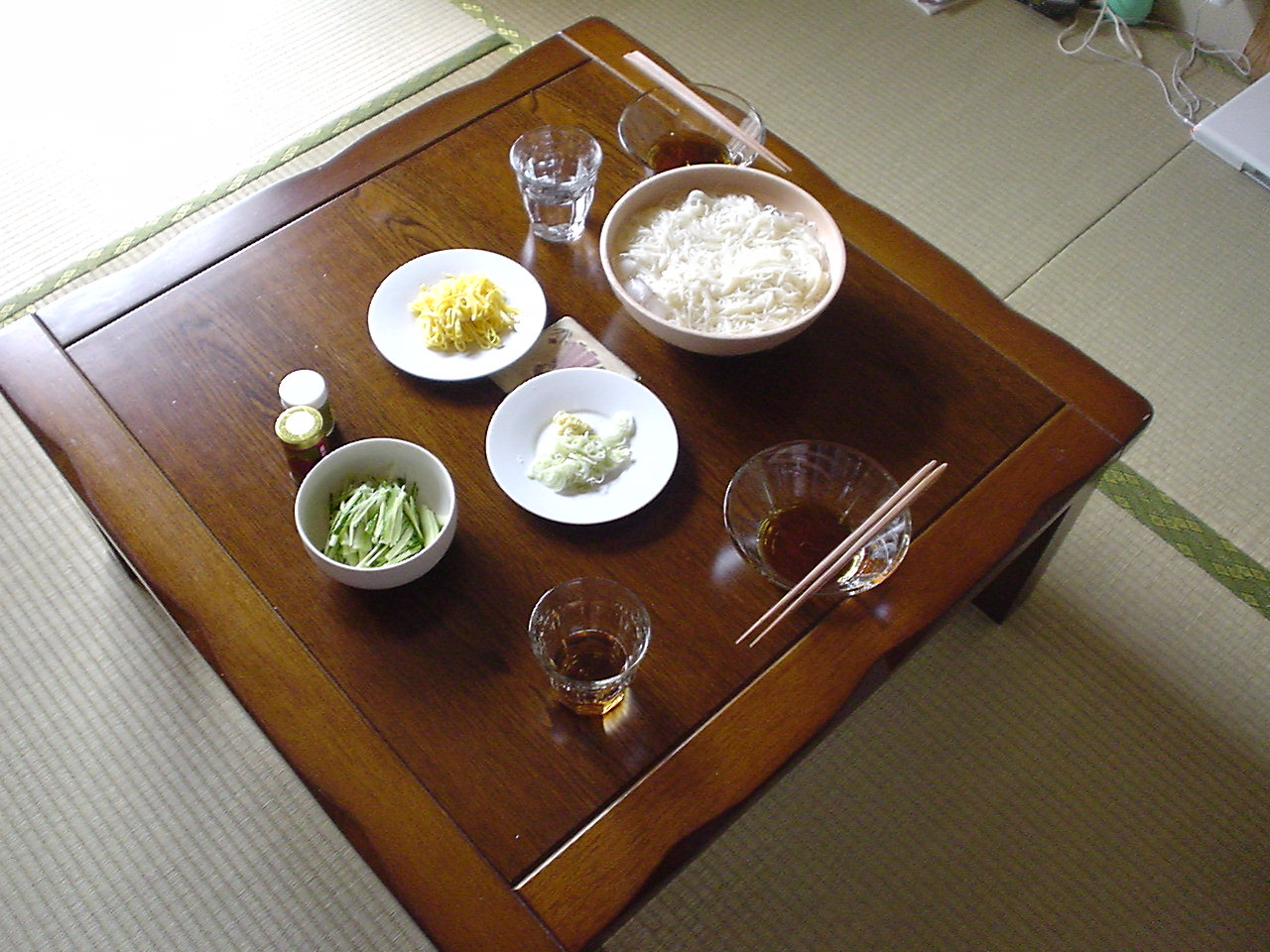

소면 샐러드는 소면으로 만든 샐러드이다. 국수 샐러드의 일종이다.
차갑게 제공되는 일본식 국수 기반 샐러드이다. 주재료인 소면을 베이스로 한다. 기본적으로 샐러드는 국수, 식초 기반 소스 및 장식의 세 가지 주요 부분으로 구성된다. 일부 조리법에는 닭고기 국물, 레몬 주스 또는 국물에 섞기 위한 참기름이 포함된다. 잘게 썬 양상추, 파, 참깨, 얇게 썬 차슈 또는 햄부터 스크램블 에그까지 다양한 장식을 할 수 있다.